# Radomyśl Wielki
Radomyśl Wielki là một thị trấn thuộc huyện Mielecki, tỉnh Podkarpackie ở đông-nam Ba Lan. Thị trấn có diện tích 9 km². Đến ngày 1 tháng 1 năm 2011, dân số của thị trấn là 3045 người và mật độ 346 người/km².